# Bezirk Nowy Targ

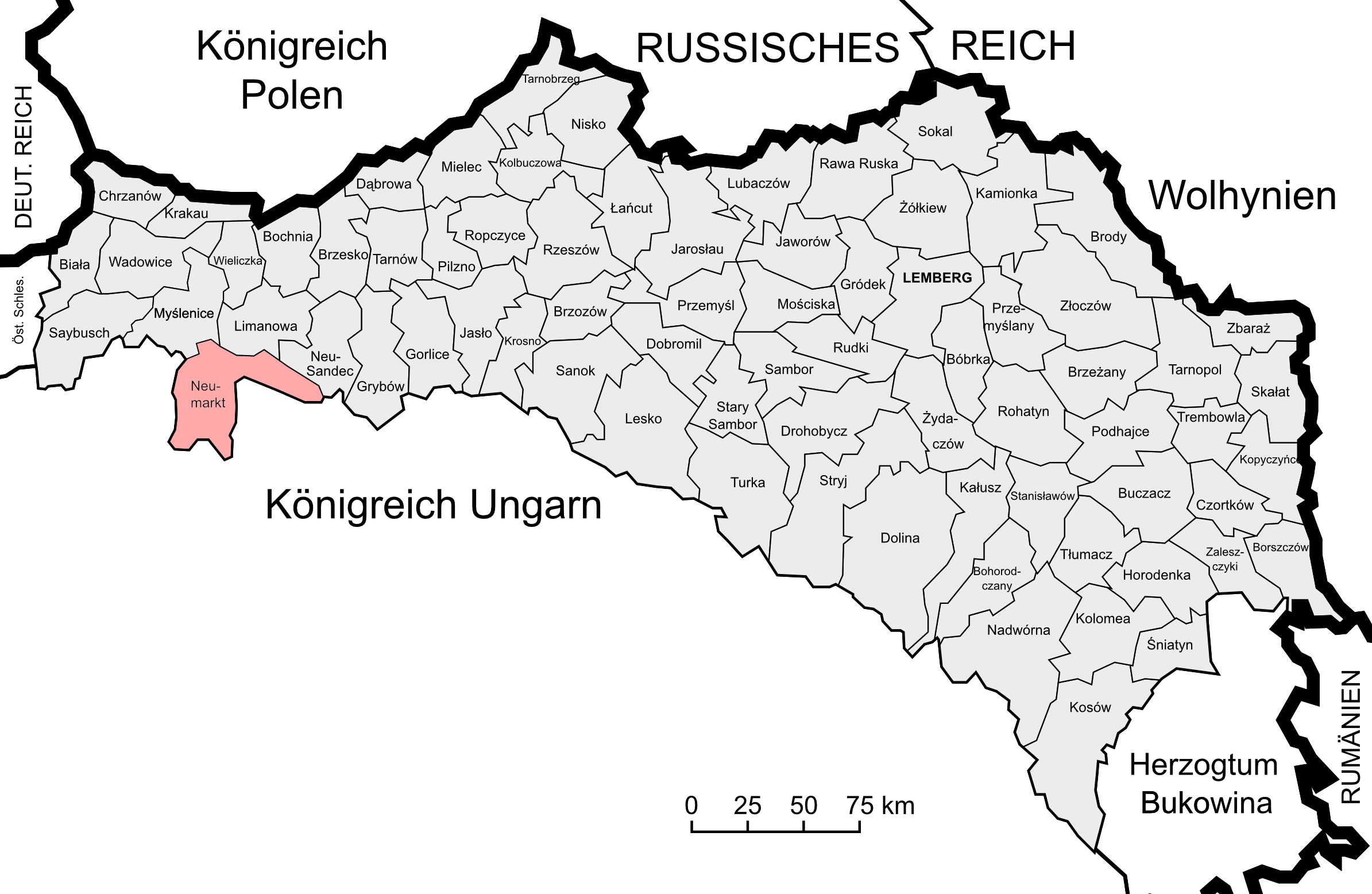
Lage des Bezirks Nowy Targ im Kronland Galizien und Lodomerien

Der Bezirk Nowy Targ (bis etwa 1910 Bezirk Neumarkt) war ein politischer Bezirk im Kronland Galizien und Lodomerien. Sein Gebiet umfasste Teile Westgaliziens im heutigen Polen (Powiat Nowy Targ und Powiat Tatra), Sitz der Bezirkshauptmannschaft war die Stadt Nowy Targ. Nach dem Ersten Weltkrieg musste Österreich den gesamten Bezirk an Polen abtreten, hier sind große Teile heute im Powiat Nowotarski und Powiat Tatrzański zu finden.
Er grenzte im Norden an den Bezirk Limanowa, im Nordosten an den Bezirk Nowy Sącz, im Süden an das Königreich Ungarn sowie im Nordwesten an den Bezirk Myślenice.

## Geschichte
Ein Vorläufer des späteren Bezirks (Verwaltungs- und Justizbehörde zugleich) wurde zum Ende des Jahres 1850 geschaffen, die Bezirkshauptmannschaft Neumarkt war dem Regierungsgebiet Krakau unterstellt und umfasste folgende Gerichtsbezirke:
- Gerichtsbezirk Neumarkt
- Gerichtsbezirk Czarny Dunajec

Nach der Kundmachung im Jahre 1854 kam es am 29. September 1855 zur Einrichtung des Bezirksamtes Neumarkt (weiterhin für Verwaltung und Gerichtsbarkeit zuständig) innerhalb des Kreises Sandec.
Nachdem die Kreisämter Ende Oktober 1865 abgeschafft wurden und deren Kompetenzen auf die Bezirksämter übergingen, schuf man nach dem Österreichisch-Ungarischen Ausgleich 1867 auch die Einteilung des Landes in zwei Verwaltungsgebiete ab. Zudem kam es im Zuge der Trennung der politischen von der judikativen Verwaltung zur Schaffung von getrennten Verwaltungs- und Justizbehörden. Während die gerichtliche Einteilung weitgehend unberührt blieb, fasste man Gemeinden mehrerer Gerichtsbezirke zu Verwaltungsbezirken zusammen. 
Der neue politische Bezirk Neumarkt wurde aus folgenden Bezirken gebildet:
- Bezirk Neumarkt (mit 50 Gemeinden)
- Teilen des Bezirks Krościenko (Gemeinden Czorstyn, Grywald, Huba, Haluszowa, Kluszkowice, Krosnica, Stadt Krościenko, Maniów, Mizerna, Ochotnika, Sromowce Niżne, Sromowce Wyżne, Tylka)

Der Bezirk Nowy Targ bestand bei der Volkszählung 1910 aus 123 Gemeinden sowie 1 Gutsgebiet und umfasste eine Fläche von 1306 km². Hatte die Bevölkerung 1900 noch 78.995 Menschen umfasst, so lebten hier 1910 80.767 Menschen. Auf dem Gebiet lebten dabei mehrheitlich Menschen mit polnischer Umgangssprache (98 %) und römisch-katholischem Glauben, Juden machten rund 4 % der Bevölkerung aus.

## Ortschaften
Auf dem Gebiet des Bezirks bestand 1900 Bezirksgerichte in Czarny Dunajec, Krościenko und Nowy Targ, diesen waren folgende Orte zugeordnet:
Gerichtsbezirk Czarny Dunajec (15 Ortsgemeinden):
- Chochołów
- Ciche bestehend aus den Ortsteilen Ciche und Miętustwo
- Czarny Dunajec
- Długopole
- Dział
- Dzianisz
- Międzyczerwienne
- Odrowąż
- Pieniążkowice
- Podczerwone
- Ratułów
- Stare Bystre
- Witów
- Wróblówka
- Załuczne

Gerichtsbezirk Krościenko (21 Ortsgemeinden):
- Biała Woda
- Czarna Woda
- Czorsztyn
- Dembno
- Grywałd bestehend aus den Ortsteilen Grywałd, Piekiełko und Wybraństwo
- Hałuszowa
- Huba
- Jaworki
- Kluszkowce
- Markt Krościenko
- Krośnica
- Maniowy
- Mizerna
- Ochotnica
- Sromowce Niżne
- Sromowce Wyżne
- Szczawnica Niżna
- Szczawnica Wyżnia
- Szlachtowa
- Tylka
- Tylmanowa

Gerichtsbezirk Nowy Targ (Neumarkt, 39 Ortsgemeinden):
- Bańska
- Białka
- Biały Dunajec
- Brzegi
- Bukowina
- Chabówka
- Gliczarów
- Groń
- Gronków
- Harklowa
- Klikuszowa
- Knurów
- Kościelisko
- Krauszów
- Lasek
- Leśnica
- Łopuszna
- Ludzimierz
- Maruszyna
- Morawczyna
- Murzasichle
- Stadt Nowy Targ (Neumarkt)
- Niwa
- Obidowa
- Ostrowsko
- Ponice
- Poronin
- Pyzówka
- Rdzawka
- Rogóźnik
- Rokiciny
- Sieniawa bestehend aus den Ortsteilen Bielanka und Sieniawa
- Skrzypne
- Szaflary
- Szlembarg
- Waksmund
- Zakopane
- Zaskale
- Zubsuche